# Flujo libre
El flujo libre o la corriente libre es el aire lejos de un cuerpo aerodinámico, es decir, antes de que el cuerpo tenga la oportunidad de desviar, frenar o comprimir el aire. Las condiciones de la corriente libre se suelen denotar con un símbolo {\displaystyle \infty }, por ejemplo, {\displaystyle V_{\infty }}, que significa la velocidad de la corriente libre.